# Margaret of Mar, 31. Countess of Mar

Wappen der Countess of Mar

Margaret Alison of Mar, 31. Countess of Mar (geborene Lane, * 19. September 1940) ist eine britische Peeress und Politikerin. 

## Leben

### Herkunft und Familie
Margaret of Mar wurde als Margaret Alison Lane als Tochter von Millicent Mary Salton und James Clifton Lane, später James of Mar, 30. Earl of Mar (1914–1975), geboren, dem Heir presumptive seines Cousins Lionel Erskine-Young, 29. Earl of Mar. Sie besuchte die Kenya High School for Girls in Nairobi, Kenia und die Lewes County Grammar School for Girls, in Lewes in der englischen Grafschaft Sussex.
Sie hatte zwei jüngere Geschwister: David Charles (1944–1967) und Janet Helen (* 1946). 1959 nahm ihr Vater mit offizieller Erlaubnis den Familiennamen „of Mar“ an. Seine drei Kinder erhielten ebenfalls den Namen „of Mar“; der alte Name Lane wurde aufgegeben.

### Titel
Als ihr Vater 1965 den Titel des Earl of Mar erbte, erhielt sie das Höflichkeitsprädikat „Lady Margaret of Mar“ und ihr Bruder den Höflichkeitstitel „The Master of Mar, Lord Garioch“. Ihr Bruder starb 1967 und sie wurde „The Mistress of Mar“ als ältere Erbin ihres Vaters. Als ihr Vater am 21. April 1975 starb, erbte Margaret of Mar dessen Adelstitel als 31. Countess of Mar und 24. Lady Garioch.

### Berufstätigkeit und Krankheit
Margaret of Mar arbeitete bis 1982 als Abteilungsleiterin Verkauf („Sales Superintendent“) bei der British Telecom. Hauptsächlich ist sie jedoch als Landwirtin tätig. Sie betreibt Viehzucht, insbesondere Schafzucht, und gehört zu wichtigen Produzenten von Spezialkäse in der Grafschaft Worcestershire. 
Im Sommer 1989 wurde sie, während sie ihre Schafe in einem mit Organsophosphat-Pestiziden gefüllten Desinfektionsbad behandelte, am Fuß einer geringen Menge von Chemikalien ausgesetzt. Sie bekam drei Wochen später Kopf- und Muskelschmerzen. Bei ihr wurde schließlich das Chronische Fatigue-Syndrom (auch genannt Myalgische Enzephalomyelitis, ME) festgestellt. Sie gründete daraufhin die Hilfsorganisation Forward-ME mit dem Ziel, die Aktivitäten von Wohltätigkeitsorganisationen und von Freiwilligenorganisationen zu bündeln und zu kanalisieren. Auch ihre Mitgliedschaft im House of Lords setzte sie für diesen Zweck ein. Sie forderte die Regierung auf, eine bessere medizinische Betreuung von Patienten mit ähnlichen Erkrankungen gesetzlich zu verankern. Insbesondere trat sie für eine genaue Regelung der Verwendung von Organophosphaten ein.

## Mitgliedschaft im House of Lords
Aufgrund ihrer am 21. April 1975 geerbten Adelstitel wurde sie Mitglied des House of Lords. Sie ist die einzige Countess mit einem eigenständigen Titel als Countess (title in her own right; suo jure) im House of Lords. Sie gehört dort der Fraktion der Crossbencher an. Am 28. Oktober 1975 war sie erstmals bei einer Sitzung anwesend. Sie hielt am 7. April 1976 ihre Antrittsrede. Sie gehört zu den 92 gewählten Hereditary Peers, die ihren Sitz im House of Lords nach dem House of Lords Act 1999 behielten. 
Als Themen von politischem Interesse gibt sie auf der offiziellen Webseite des House of Lords Soziale Sicherheit, Landwirtschaft, Umwelt, Pestizide und Lebensmittelstandards sowie das Gesundheitswesen an. 
Sie hatte verschiedene Funktionen im House of Lords inne. Von 1997 bis 1999 gehörte sie dem Sonderausschuss „Select Committee on European Communities Sub-Committee C“ (Environment, Public Health and Consumer Protection) und von 2001 bis 2005 dem Sonderausschuss „Select Committee on European Union Sub-Committee D“ (Environment, Agriculture, Public Health and Consumer Protection/Environment and Agriculture) an. Von 1997 bis 2007 war sie Stellvertretende Vorsitzende der Ausschüsse des House of Lords (Deputy Chair of Committees) und Stellvertretende Vorsitzende (Deputy Speaker). 2006 trat sie erfolglos für das Amt des Lord Speakers an. Seit 2010 ist sie erneut Deputy Chair of Committees; 2011 wurde sie wieder Deputy Speaker.
Derzeit (Stand: Dezember 2012) gehört Mar dem Gemeinsamen Ausschuss für Verordnungsermächtigungen und Rechtsverordnungen (Joint Committee on Statutory Instruments) an. Sie war Mitglied des Lords Refreshment Committee und ist Mitglied des Präsidiums der Deputy Chairmen of Committees. Sie ist auch Sekretärin der All Party Parliamentary Group on Pesticides and Organophoshates.
Margaret of Mar war regelmäßig und mit einer durchschnittlich sehr hohen Anzahl von Sitzungstagen im House of Lords anwesend. Am 1. Mai 2020 trat sie in den Ruhestand und schied damit aus dem House of Lords aus.

## Weitere Ämter und Ehrungen
Margaret of Mar hatte zahlreiche weitere nicht-politische Ämter und Ehrenämter inne. 
Sie war Laienmitglied (Lay Member) des Immigration Appeal Tribunal (1985–2006). Sie war Vorsitzende (Chairman) von Honest Food (2000–2005) und Vorsitzende der Environmental Medicine Foundation (1997–2003). 
Sie ist seit 2007 Präsidentin (President) der Guild of Agricultural Journalists; weiters ist sie Mitglied der Specialist Cheese Makers Association. Sie ist Mitglied der Ethikkommission von Micropathology Ltd, einer Medizin-Firma auf dem Gebiet der Nukleardiagnostik. Weiters ist sie Mitglied des Academy of Nutritional Medicine Research Ethics Committee. 
Außerdem war sie Schirmherrin mehrerer Organisationen und Verbände (Dispensing Doctors' Association 1985–1986; Worcester Mobile Disabled Group 1991–2003; Gulf Veterans' Association).
Sie ist Ehrenmitglied (Honorary Associate) des Royal College of Veterinary Surgeons (seit 2006) und der British Veterinary Association (seit 2007). 

## Privates
Mar war dreimal verheiratet. In erster Ehe war sie zunächst mit Edwin Noel Artiss verheiratet; die Ehe wurde 1976 geschieden. In zweiter Ehe war sie mit John Salton und schließlich in dritter Ehe mit John Jenkin verheiratet. Aus der ersten Ehe hat sie eine Tochter und voraussichtliche Erbin (Heiress presumptive), Susan Helen of Mar, Mistress of Mar (* 1963). Zu ihren Hobbys zählt sie Gartenarbeit, Malen und Zeichnen, Raumausstattung und Innendesign und Lesen.